# Olkhon
L'île d'Olkhon (russe : Ольхон ; bouriate : Ойхон арал) est la plus grande île du lac Baïkal, en Russie.

## Géographie
L'île a une longueur de 71 km et une largeur atteignant jusqu'à 12 km pour une superficie totale de 730 km2. En culminant à 816 mètres au-dessus des eaux du lac Baïkal, l'île d'Olkhon possède aussi l'un des plus hauts points culminants au monde d'une île au-dessus d'un lac. Avec le rivage nord-ouest et l'île, le lac forme un détroit peu profond nommé la « Petite Mer » qui se rétrécit à l'extrémité sud de l'île et qui porte le nom de Porte d'Olkhon. Ici se trouve le bac qui relie l'île et la côte ouest du Baïkal. Non loin de l'île, le lac Baïkal atteint sa profondeur maximale de 1 637 m,.
Les paysages de l'île d'Olkhon sont variés : paysages de steppe, des plages de type baltique avec des dunes, des rochers de marbre recouverts par des mousses épaisses, des collines et des conifères, voire de larges falaises côtières près de la station d'Ozouré. On y rencontre des mélèzes, résineux qui ont la particularité de prendre une très belle couleur jaune orangé avant de perdre leurs aiguilles en hiver.
L'île compte deux grands bourgs : Khoujir (Хужир) et Kharantsy (Харанцы), mais il y a plusieurs autres villages de moins de cinquante maisons chacun. La population de l'île se compose d'une minorité de Russes et d'une majorité de Bouriates. La plupart des habitants sont pêcheurs ou bergers. Il existe des bergeries isolées sur la côte nord pour la transhumance des moutons, un grand nombre de cabanes en forêt ou à proximité des rivages.
Khoujir est un village qui possède un petit port de pêche encore actif, avec ponton et débarcadère pour le fret et les touristes, près du pittoresque rocher au chaman. L'omoul, poisson abondant, est considéré comme le « pain du Baïkal ». Outre l'exploitation forestière, le bourg garde aussi une vocation agricole en s'étendant vers des hameaux et leurs champs. Un marché s'y tient ; il existe quelques magasins d'alimentation ainsi que quelques hôtels privés, mais sans conduite d'eau ni assainissement. Le village accède à l'électricité seulement en 2005[réf. souhaitée].
En été, l'île est un lieu de villégiature très prisé des touristes en provenance d'Irkoutsk et d'autres régions de Sibérie. Il existe aussi des colonies de vacances, en particulier une colonie Nikita sur l'île Mala Moué.

## Légende
Dans les mythes et les légendes bouriates, Olkhon est l'habitat des esprits terribles du Baïkal ; selon les légendes, le Khan Hoto Babai (Хан-Хото-Бабай) est descendu du ciel sur l'île d'Olkhon, envoyé sur la Terre par les dieux supérieurs où il vit sous l'aspect d'un aigle royal à tête blonde. Son fils le Khan Houbou Noion (Хубуу Нойон) est le premier homme à être devenu chaman. Depuis, l'île d'Olkhon est considérée comme le centre sacré du monde des chamans du nord, et le centre suprême est représenté par le rocher des chamans. Les corps des chamans y étaient autrefois brûlés,.

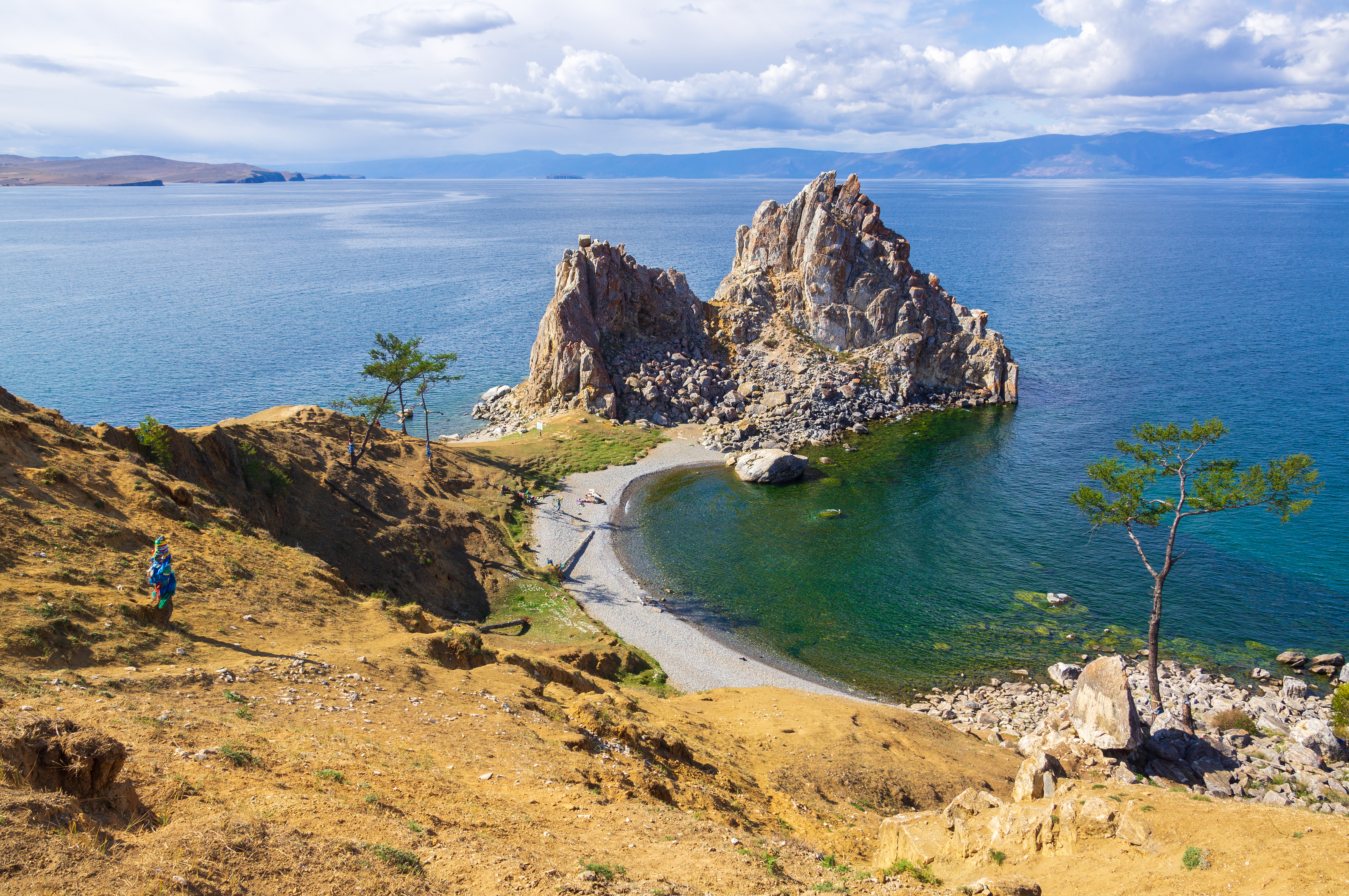
Rocher des chamans.
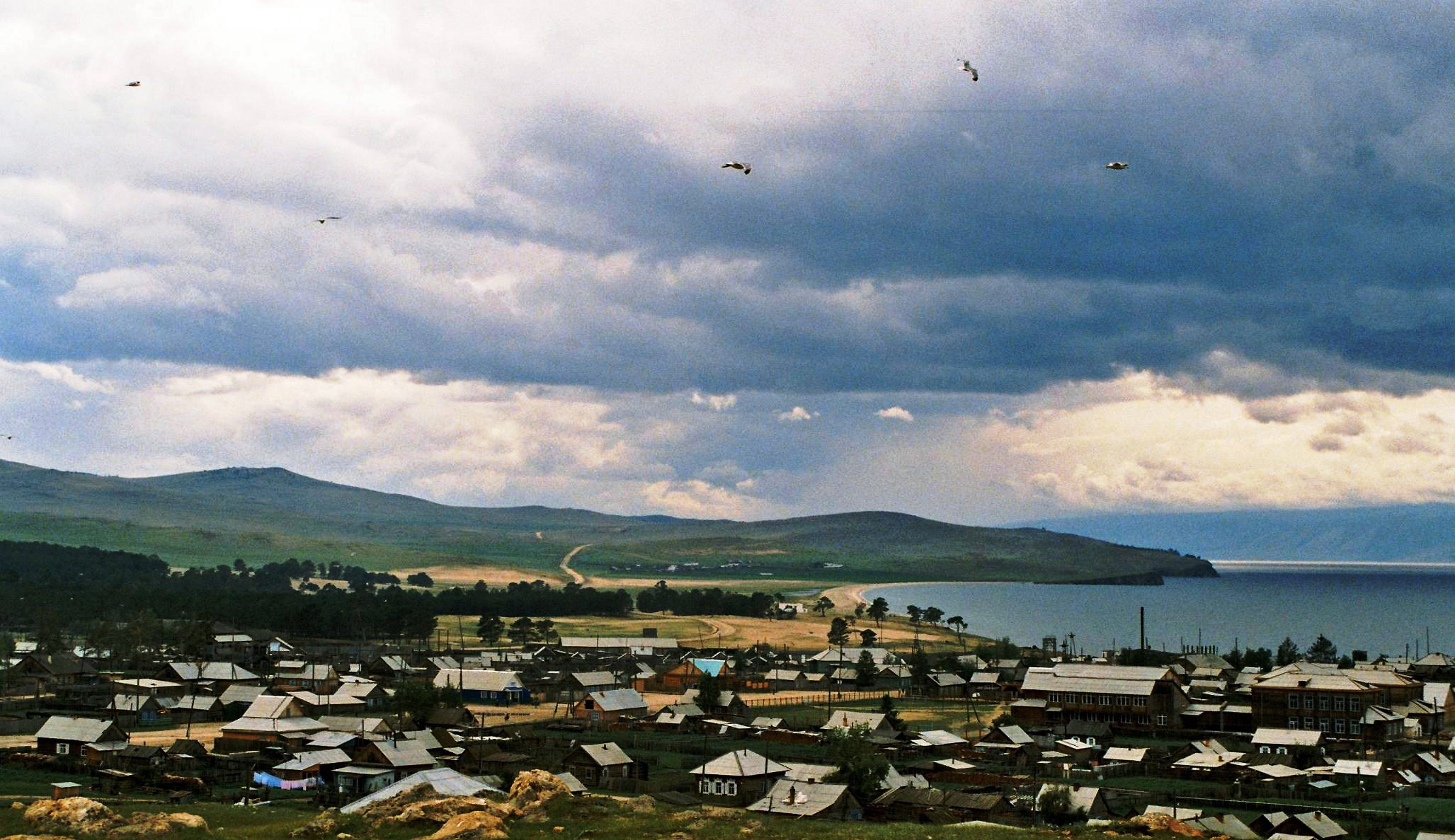
Le village de Koujir.
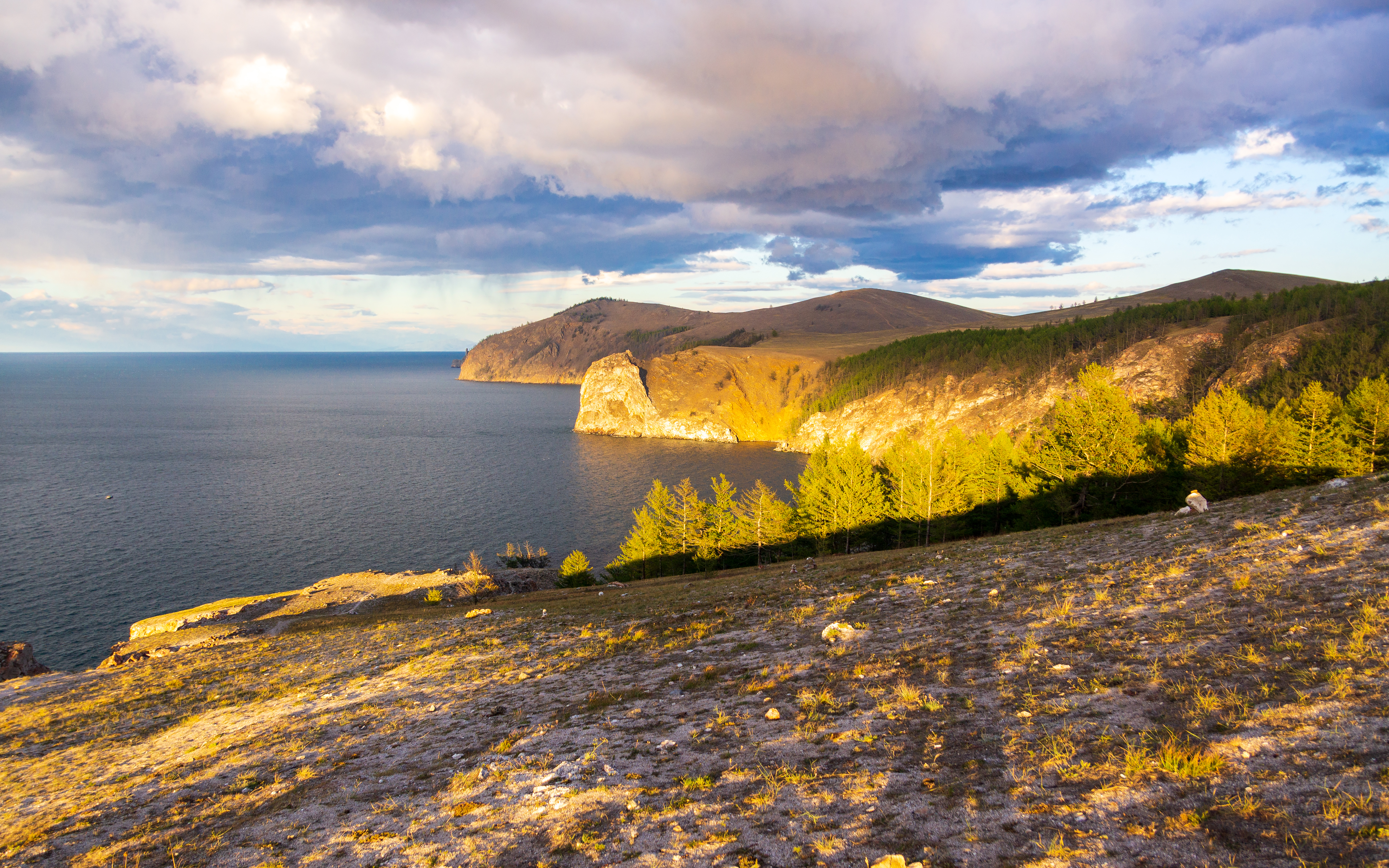
Paysage sur l'île d'Olkhon.
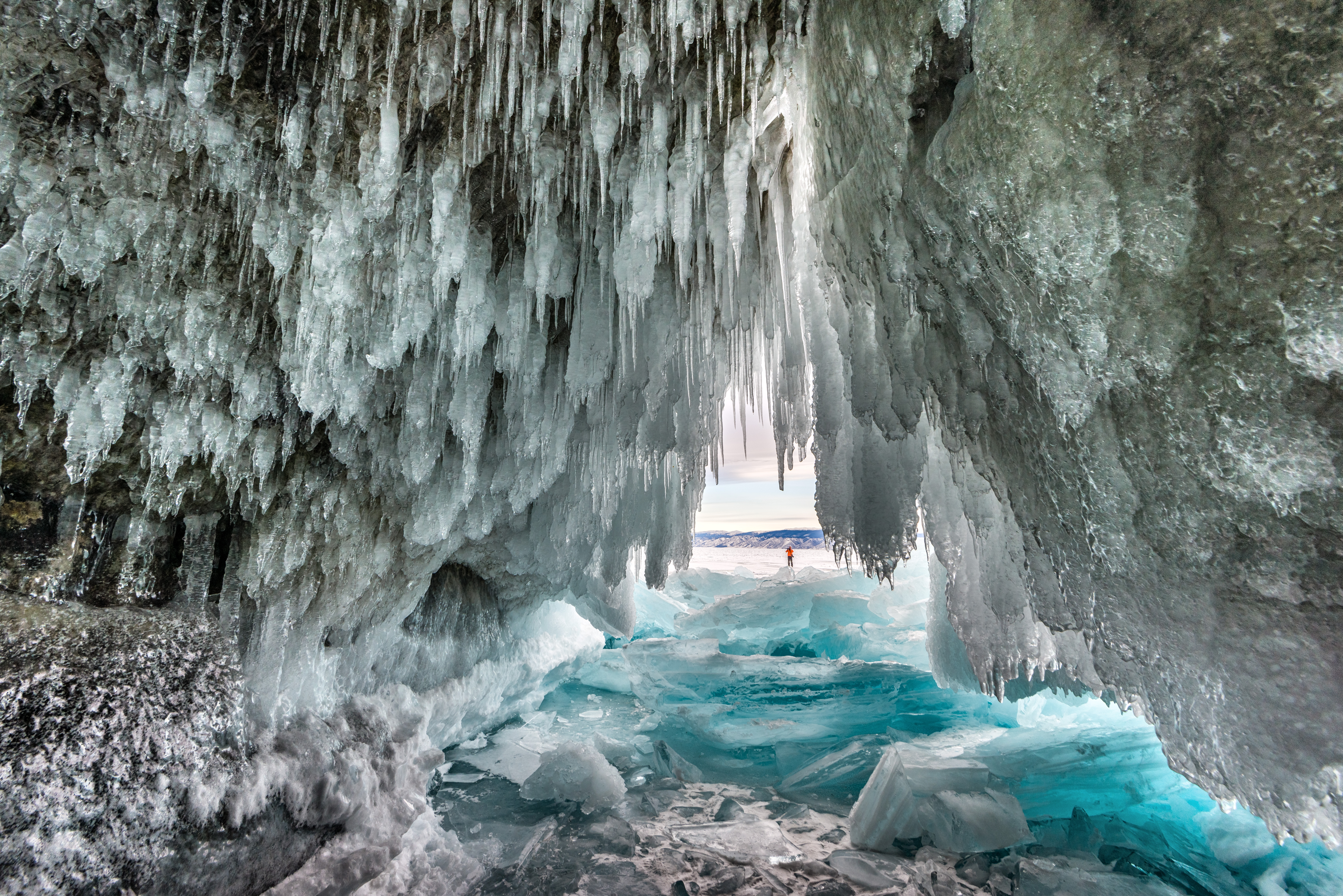
Caverne de glace sur l'île.
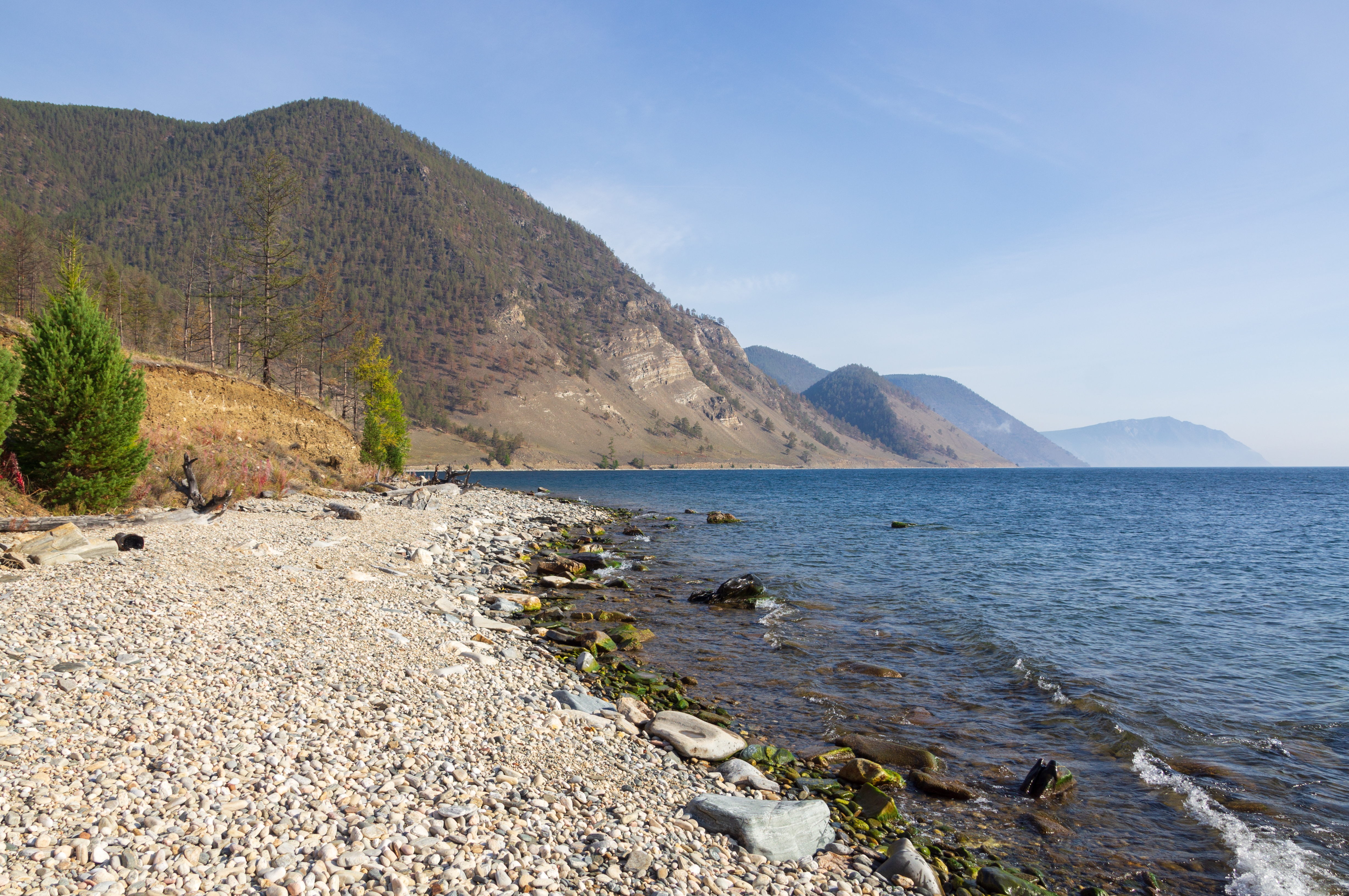
Côte est

## Excursions touristiques
Il y a deux excursions principales : Cap Khoboy, le point le plus au nord de l'île, et Ogoy dans la partie sud de l'île.
La route menant au cap Khoboï se fait par voie terrestre - en minibus de l’armée UAZ. La route de l'île d'Ogoy se fait par bateau sur l'eau. En hiver, les deux itinéraires passent par la glace.

## Films

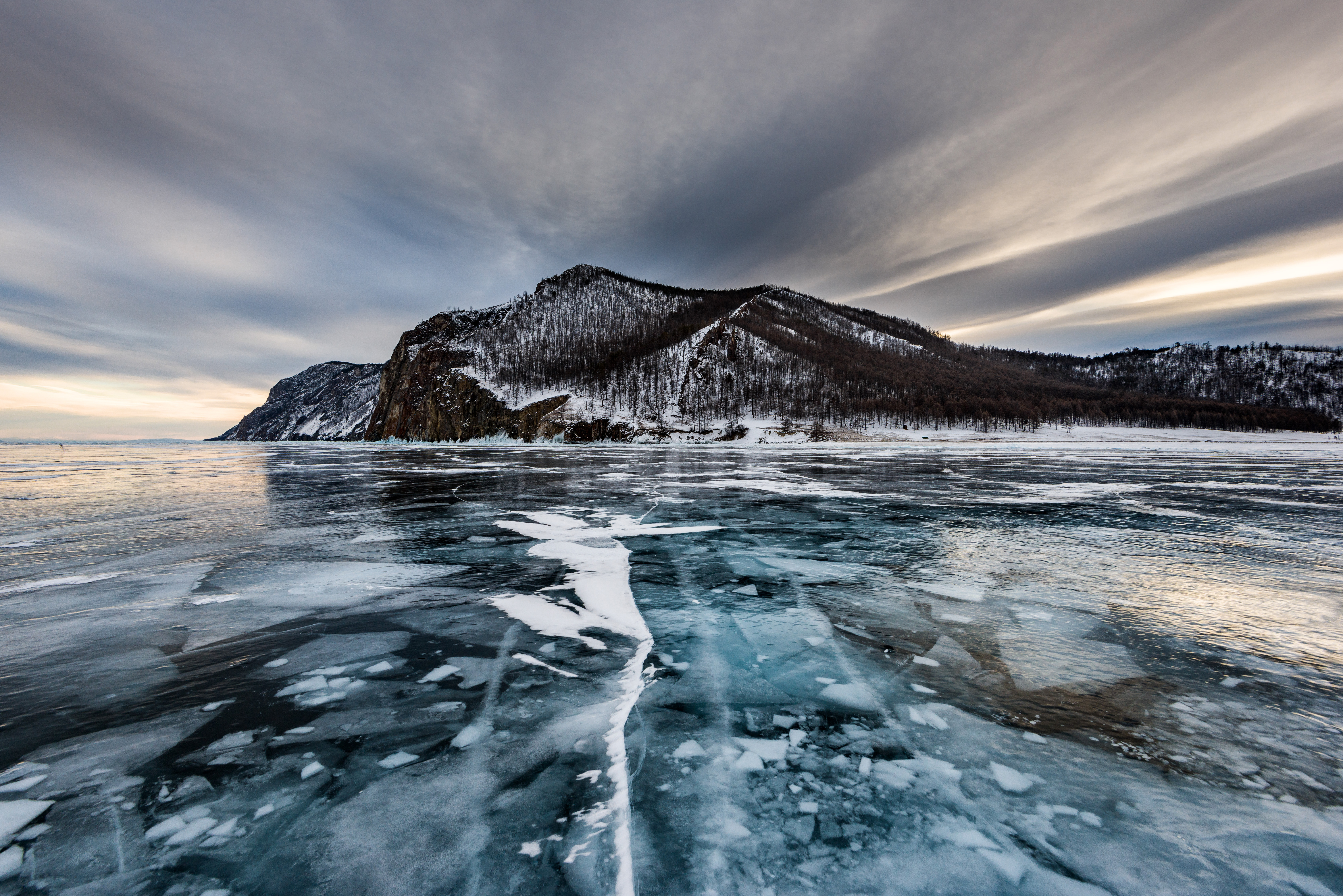
Photo du lac Baïkal près de l'île d'Olkhon, en hiver.

La partie la plus importante du film Dans les forêts de Sibérie, réalisé par Safy Nebbou et sorti en 2016, a été tournée au lac Baïkal et à Irkoutsk. Le film parle de Teddy, qui décide de s’installer seul en Sibérie, en plein hiver, dans une cabane au bord du lac Baïkal. Après une première période de joie devant la splendeur et la magie d'une nature intacte, Teddy se trouve bientôt confronté au côté moins brillant des choses : la solitude, le froid extrême, la nécessité de trouver de la nourriture, le danger, etc.